# Cantone di Lambesc
Il Cantone di Lambesc era una divisione amministrativa dell'arrondissement di Aix-en-Provence.
A seguito della riforma approvata con decreto del 18 febbraio 2014, che ha avuto attuazione dopo le elezioni dipartimentali del 2015, è stato soppresso.

## Composizione
Comprendeva i comuni di:
- Charleval
- Lambesc
- Rognes
- La Roque-d'Anthéron
- Saint-Cannat
- Saint-Estève-Janson